# Krzysztof Pomian
Krzysztof Pomian (Varsavia, 25 gennaio 1934) è un filosofo, storico e saggista francese di origini polacche.

## Biografia
Dal 1952 al 1957 studiò filosofia all'Università di Varsavia, nella quale conseguì il dottorato nel 1965 e l'abilitazione all'insegnamento, tre anni più tardi. Dopo essersi schierato contro le politiche del regime comunista, nel 1966 fu espulso dal Partito dei lavoratori unificato polacco e, nel 1968, fu privato del suo posto d'insegnante. 
Nel 1973 emigrò in Francia, dove trascorse l'intera carriera accademica presso il Centro nazionale per la ricerca scientifica (CNRS), mentre insegnava all'École des hautes études en sciences sociales (EHESS), all'École du Louvre, all'Università di Ginevra e in altre università straniere.
Divenuto direttore onorario del CNRS e professore emerito all'Università "Nicolas Copernicus" (Toruń), dal gennaio 2001 è direttore scientifico del Museo d'Europa (Bruxelles).
Consigliere del comitato editoriale della rivista parigina Le Débat, è anche membro dei comitati editoriali o scientifici del Journal of the History of Collections (Oxford), La Storiografia (Roma), Vingtième siècle : revue d'histoire (Parigi), Perspective (Parigi), Zeitschrift für Ideengeschichte (Marbach am Neckar) e del Comitato di programmazione del Museo di storia della seconda guerra mondiale (Danzica) e del Comitato scientifico del Museo della Corsica (Corte). Presiede anche la giuria del Premio scientifico Jerzy Giedroyca (Lublino).
È membro straniero dell'Accademia polacca della cultura (Cracovia), dell'Ateneo Veneto (Venezia) e dell'Accademia Clementina (Bologna). Nel 2023 l'Università di Bologna ha conferito a Pomian il Sigillum Magnum.
La sua attività di ricerca storico-filosofica si è focalizzata sulla filosofia della conoscenza, la storia della cultura europea, la storia della storiografia, delle collezioni e dei musei.
I suoi articoli e libri sono stati scritti in lingua polacca e, a partire dal 1973, anche in francese, con traduzioni in tedesco, inglese, bulgaro, spagnolo, italiano, giapponese, olandese, portoghese, ceco e ucraino. La sua opera più famosa è una trilogia dal titolo Il museo. Una storia mondiale:
1. Dal tesoro al museo (Gallimard, 2020 - Einaudi, 2021)
2. L'affermazione europea, 1789-1850 (Gallimard, 2021 - Einaudi, 2022)
3. Alla conquista del mondo, 1850-2020 (Gallimard, 2022 - Einaudi, 2023)